# Potter Township (comté de Beaver, Pennsylvanie)
Pour l’article homonyme, voir Potter Township (comté de Centre, Pennsylvanie).
Potter Township est un township, situé dans le comté de Beaver, en Pennsylvanie, aux États-Unis,. En 2010, il comptait une population de 548 habitants.

## Démographie
Lors du recensement de 2010, le township comptait une population de 548 habitants. Elle est estimée, en 2016, à 574 habitants.

### Source de la traduction
- (en) Cet article est partiellement ou en totalité issu de l’article de Wikipédia en anglais intitulé « Potter Township, Beaver County, Pennsylvania » (voir la liste des auteurs).